# 異地備援
異地備援（英語：remote backup）指的是在另一地點備份與建立重要的資料、伺服器以及工作機能等，避免因火災、水災、遭竊等災難造成重要資料損失與工作、服務中斷。其可分為冷備援模式、暖備援模式、熱備援模式以及傳統自建備援模式。例如：銀行及線上內容提供者（ICP）的主要資料中心或機房位於甲地，而在乙地建立同樣的資料中心，平常資料會互相同步或單向備份，當甲地的資料中心因各種原因無法運作時，乙地的資料中心即可接手運作。

## 詞語釋義
冷備援是最便宜的異地備援模式。其不需預先設定硬體，以及自來源站備份資料。建置成本最低，但需要額外時間來執行復原，以復原至災難前的狀態。
熱備援是來源站的複製。其具有完整的系統、網路連線，以及利用磁碟鏡像所做到的接近完整的資料備份。當來源站服務中斷時，熱備援可即時啟動以極大程度上降低資料損失。其對於系統來說，資料損失最小，復原時間也是最短，但建置成本卻是最高的。
暖備援是介於冷備援與熱備援的異地備援模式，其有事先建置好的硬體與網路連線，與原始站相較具體而微。可能有不完整的資料備份，造成數小時至數週不等的資料損失。
傳統自建備援機房則需購置軟硬體、建置網路等基礎設施、暖備援站點與熱備援站點，其復原資源需要長時間的執行，對企業而言需負擔採購、建置與維護成本。雲端災後復原服務則提供資料保護與預備的隨選運算能力，可快速復原、彈性擴充，並依所使用的復原資源如網路流量、運算能力與資料量計費。

## 模式

### 硬體方面
異地備援中心之主機與本行正式作業主機為等級相同之主機，分為兩個邏輯機器（logical partition），其中之一邏輯機器運跑備援之應用作業，另一邏輯機器則作為同仁之開發及測試環境區。

### 軟體方面
主機之作業系統、通信軟體架構、應用作業軟體等均與主中心正式作業環境相同。

### 資料傳輸方面
主中心主機與異地備援中心主機間之通信線路經由光纖線路，由傳輸模式，將異動資料即時傳送至異地備援中心，而不影響主機即時連線作業之效能，以遠程檔案複製功能（remote copy update），亦即鏡映（mirror）功能，將資料寫入異地備援中心之磁碟機，一旦主中心發生異狀，可即時將資料恢復至中斷點，繼續對外提供連線服務。

### 程式同步方面
正式作業環境異動管理規定，主中心程式一有異動則同時更新備援主機之程式，使兩主機作業環境維持在同步之狀態，一旦需要啟用備援環境時，在最短的時間內完成備援所需的作業環境。